# Esquivias
Esquivias é um município da Espanha na província de Toledo, comunidade autónoma de Castilla-La Mancha, de área 25 km² com população de 4900 habitantes (2007) e densidade populacional de 176,36 hab/km².

## Demografia
| Variação demográfica do município entre 1991 e 2004 | Variação demográfica do município entre 1991 e 2004 | Variação demográfica do município entre 1991 e 2004 | Variação demográfica do município entre 1991 e 2004 |
| --------------------------------------------------- | --------------------------------------------------- | --------------------------------------------------- | --------------------------------------------------- |
| 1991                                                | 1996                                                | 2001                                                | 2004                                                |
| 3456                                                | 3770                                                | 3928                                                | 4379                                                |